# قائمة المواقع والمعالم المصنفة في ولاية أدرار (الجزائر)
هذه قائمة حصرية للمواقع الأثرية و المعالم التاريخية المصنفـــة حسب وزارة الثقافة والاتصال (الجزائر) لولاية ادرار. 
| رقم    | اسم                | وصف | موقع | مدينة | قسم | الإحداثيات                                    | صورة        |
| ------ | ------------------ | --- | ---- | ----- | --- | --------------------------------------------- | ----------- |
| 01-001 | ساحة الشهداء أدرار |     |      | أدرار |     | 27°51′47″N 0°16′56″W / 27.863057°N 0.282211°W | Upload file |
| 01-002 | ساحة الحرية تميمون |     |      |       |     | 29°15′22″N 0°14′11″E / 29.256001°N 0.236378°E | صورة        |
| 01-003 | قصر تمنطيط تيميمون |     |      |       |     | 29°15′22″N 0°14′11″E / 29.256001°N 0.236378°E | صورة        |
| 01-004 | قصبة ملوكة تيميمون |     |      |       |     | 29°15′22″N 0°14′11″E / 29.256001°N 0.236378°E | صورة        |